# Moskovka, Vilneansk
Moskovka (în ucraineană Московка) este localitatea de reședință a comunei Moskovka din raionul Vilneansk, regiunea Zaporijjea, Ucraina.

## Demografie
Componența lingvistică a localității Moskovka
     Ucraineană (92,41%)
     Rusă (7,59%)
Conform recensământului din 2001, majoritatea populației localității Moskovka era vorbitoare de ucraineană (92,41%), existând în minoritate și vorbitori de rusă (7,59%).